# Tebaide (Egitto)
La Tebaide (in greco antico: Θηβαΐς?, Thēbaís; in latino Thēbăis) è una regione dell'antico Egitto con capitale Tebe.

## Storia antica

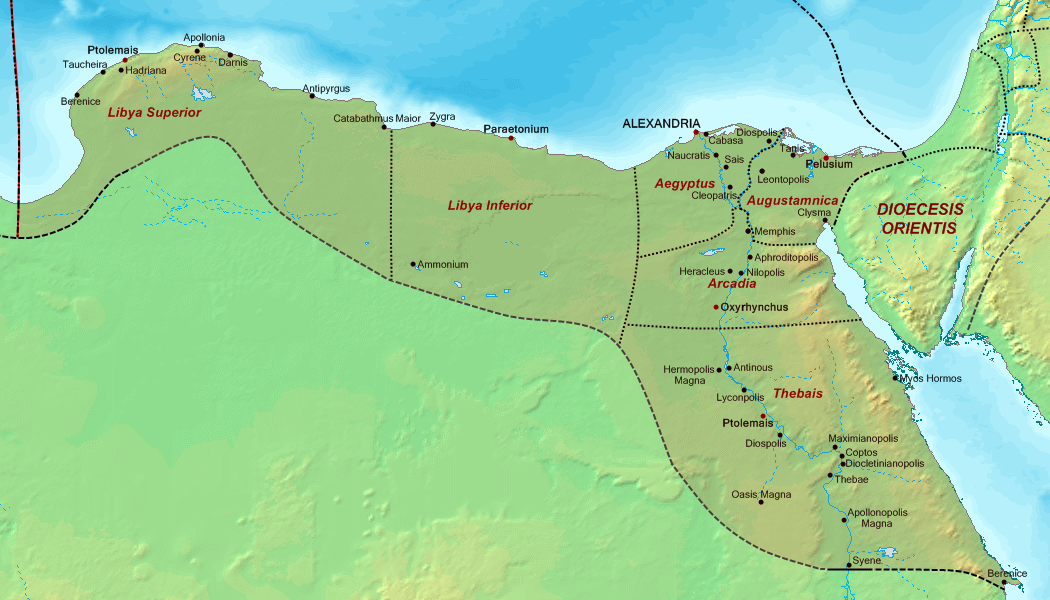
Carta delle Diocesi dell'Egitto verso il 400: a sud-est la Tebaide.

Si comprendono sotto questa denominazione talvolta solo i sette nòmi dell'Alto Egitto (Dendera, Copto, Tebe, Ermonti, Latopoli, Apollinopoli Minore, Ombos), talvolta gli otto che formano la parte sud del Medio Egitto (Diospoli Parva, Abido, Tini, Chemmi, Afroditopoli, Anteopoli, Hypselis, Licopoli), così come la Grande Oasi, che sotto i Romani formava anche un nomo.
Sotto la dinastia dei Tolomei, la Tebaide formava un distretto amministrativo diretto dall'epistratego di Tebe, che aveva ugualmente la responsabilità della navigazione sul Mar Rosso e sull'Oceano Indiano.
Sotto l'Impero romano, Diocleziano creò la provincia della Tebaide , controllata dalle legioni Maximiana Thebanorum e Flavia Constantia. Essa fu poi suddivisa ancora in Tebaide superiore (Thebais Superior), per la metà meridionale con Tebe come capitale, e Tebaide inferiore (Thebais Inferior), per la metà settentrionale, avente come capoluogo Tolemaide di Tebaide (l'attuale Menshiyeh).

## Il cristianesimo in Tebaide
La parte abitata della Tebaide era circondata ad est e ad ovest dal deserto nel quale si ritirarono, durante i primi secoli del cristianesimo, i primi eremiti ed anacoreti cristiani, come San Macario, San Pacomio , Sant'Antonio, etc.
Questa regione fu scelta in particolare da San Pacomio per fondare il proprio monastero, la prima esperienza cenobitica della storia cristiana. Fu la terza e ultima destinazione dell'esilio a cui fu condannato Eusebio di Vercelli per aver difeso la fede nicena in contrasto con l'Imperatore Costanzo II.

## La Tebaide nelle arti figurative
Soprattutto nel XIV e nel primo XV secolo le storie sulla vita nella Tebaide sono stati fonte di ispirazione di parecchi dipinti ed affreschi. 

 Fra questi si citano:
- Tebaide di Buonamico Buffalmacco
- Tebaide di Beato Angelico
- Tebaide di Paolo Uccello